# Eurosong 2007 (Repubblica Ceca)
La prima edizione di Eurosong si è svolta il 10 marzo 2007 e ha selezionato il rappresentante della Repubblica Ceca all'Eurovision Song Contest 2007 a Helsinki.
I vincitori sono stati i Kabát con Malá dáma.

## Organizzazione
In seguito alla dissoluzione della Cecoslovacchia, l'emittente televisiva Česká televize (ČT) e quella radiofonica Český rozhlas (ČRo) sono entrate a far parte dell'Unione europea di radiodiffusione (UER) il 1º gennaio 1993. La nazione ha successivamente pianificato un debutto all'Eurovision Song Contest prima nell'edizione 1993 e poi nell'edizione 2005, ma l'emittente ha poi ritirato la candidatura per motivi sconosciuti.
Il 14 aprile 2006 l'emittente ČT ha confermato la partecipazione all'Eurovision Song Contest 2007, annunciando inoltre l'utilizzo di una selezione nazionale, denominata Eurosong, per determinare la scelta del primo rappresentante nazionale.
L'evento si è tenuto in un'unica serata presso il Veletržní Palác di Praga il 10 marzo 2007, ove il voto del pubblico tramite televoto ha selezionato il vincitore. La finestra di voto è rimasta aperta per una settimana e i risultati sono stati annunciati durante la trasmissione della selezione.

## Partecipanti
ČT ha selezionato i 10 partecipanti per la competizione in collaborazione con una giuria d'esperi formata dal direttore televisivo Libor Kodad, il produttore televisivo Viktor Průša, il capodelegazione della Repubblica Ceca all'Eurovision Song Contest Radim Smetana e lo sceneggiatore Ivan Hubač, annunciati il 14 febbraio 2007; sette di essi sono stati selezionati in base al loro recente successo nella classifica radiofonica nazionale IFPI Radio 50, mentre gli ultimi tre sono stati selezionati in base ai vari sondaggi indetti dall'emittente.
Il successivo 16 febbraio sono state annunciate varie modifiche nella lista dei partecipanti: i Kabát avrebbero gareggiato con il brano Malá dáma invece di Burlaci, mentre i L.B.P. avrebbero gareggiato con il brano Story of Life invece di So Real.
Il 27 febbraio 2007 l'emittente ha annunciato un'ulteriore modifica, confermando che Helena Vondráčková avrebbero gareggiato con Ha Ha Ha invece che con Samba, dal momento che quest'ultima è stata squalificata poiché era stata commercializzata e resa nota al pubblico prima del 1º ottobre 2006; tuttavia, la cantante ha annunciato successivamente il suo ritiro, citando il suo disappunto con il sistema di voto selezionato per la competizione.
| Artista            | Titolo             | Lingua  | Compositori                                                       |
| ------------------ | ------------------ | ------- | ----------------------------------------------------------------- |
| Gipsy.cz           | Muloland           | Ceco    | Radoslav Banga                                                    |
| Helena Vondráčková | Ha Ha Ha           | Inglese | –                                                                 |
| Helena Zeťová      | Love Me Again      | Inglese | Andrew Fromm, Bryan Todd                                          |
| Kabát              | Malá dáma          | Ceco    | Milan Špalek, Ota Váňa, Josef Vojtek, Radek Hurčík, Tomáš Krulich |
| L.B.P.             | Story of Life      | Inglese | Petr Chmela, Roman Steffl, Steven Cann                            |
| Lili Marlene       | Žena ze stínadel   | Ceco    | Martin Němec                                                      |
| Petr Bende         | Zaklínám své moře  | Ceco    | Petr Bende                                                        |
| Petr Kolář         | Přísahám           | Ceco    | Karel Svoboda, Lou Fánanek Hagen                                  |
| Sámer Issa         | When I Am With Her | Inglese | DJ Neo                                                            |
| Vlasta Horváth     | Adios              | Ceco    | Vlastimil Horváth, Viktor Dyk                                     |

## Finale
La finale si è tenuta il 10 marzo 2007 ed è stata presentata da Jiří Korn e Katerina Kristelová. La serata è stata aperta dal gruppo musicale ceco Hamleti.
Il televoto ha dichiarato i Kabát vincitori della selezione, ottenendo un largo distacco rispetto alle altre quattro proposte annunciate.
| # | Artista        | Titolo             | Televoto | Posizione |
| - | -------------- | ------------------ | -------- | --------- |
| 1 | Vlasta Horváth | Adios              | —        | —         |
| 2 | L.B.P.         | Story of Life      | 15 907   | 4         |
| 3 | Petr Kolář     | Přísahám           | —        | —         |
| 4 | Lili Marlene   | Žena ze stínadel   | —        | —         |
| 5 | Gipsy.cz       | Muloland           | 25 257   | 2         |
| 6 | Petr Bende     | Zaklínám své moře  | —        | —         |
| 7 | Helena Zeťová  | Love Me Again      | 12 538   | 5         |
| 8 | Sámer Issa     | When I Am With Her | 16 233   | 3         |
| 9 | Kabát          | Malá dáma          | 28 343   | 1         |